# Янгиер
Янгие́р (узб. Yangiyer / Янгиер — новая земля) — город в Сырдарьинской области Узбекистана.

## История
Возник в 1957 году в связи с освоением Голодной степи. Название переводится с узбекского как «новая земля».  Расположен на пересечении  Большого узбекского тракта (автодорога M-39) и  Южного Голодностепского канала имени Саркисова.

## Население
- 1979 год — 42 000 человек[1].
- 1991 год — 29 600 человек.
- 2018 год — 32 500 человек.
- 2023 год — 46 800 человек.

## Экономика

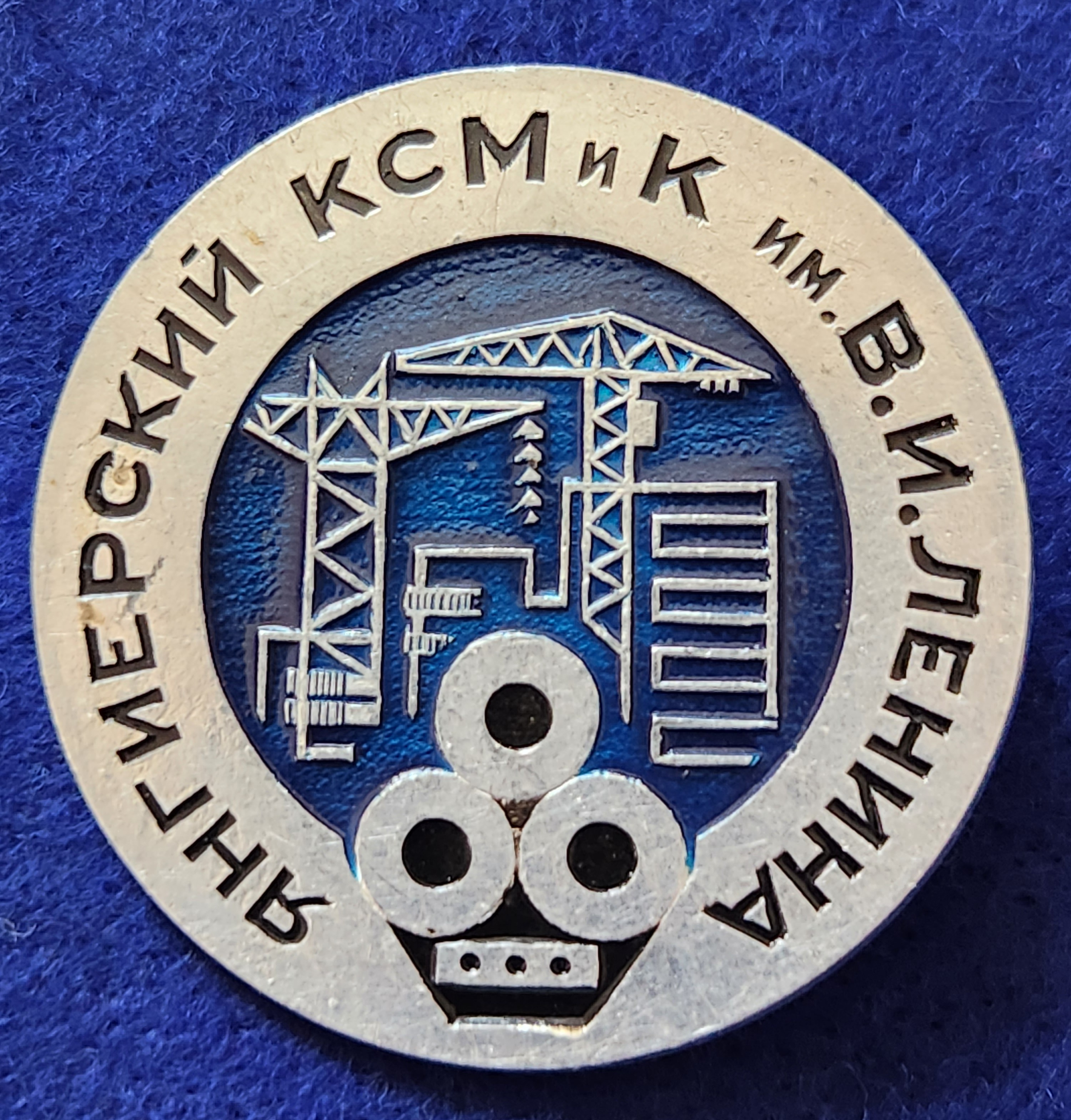
Янгиерский Комбинат Строительных Материалов и Конструкций при котором в 1966 году был основан футбольный клуб Янгиер

В городе расположены асфальтобетонный завод, предприятия пищевой промышленности, имеется одноимённая железнодорожная станция.
В городе Янгиере, где по состоянию на 1 января 2010 года обеспечена занятость 19 400 человек (из которых 10 800 человек заняты в производственной отрасли, а 8600 человек — в непроизводственной), действуют 8 махаллинских сходов граждан.
Пересечение территории города Большим автомобильным трактом имеет существенное значение для экономического потенциала города.
По состоянию на 1 января 2010 года, в городе зарегистрированы 472 хозяйствующих субъекта (из которых 7 — фермерские хозяйства, 441 — малые предприятия и микрофирмы). В 2009 году промышленными предприятиями города было произведено продукции на 10,9 млрд сумов (рост объёма по отношению к прошлому году составил 118,9 %). Также были произведены товары народного потребления на 5,8 млрд сумов (рост — 116,1 %), реализованы капитальные вложения на 28,6 млрд сумов (8,9 мк) и выполнены строительные работы на 3,5 млрд сумов (рост — 104 %). Валовой сельскохозяйственный продукт составил 1,2 млрд сумов (рост — 107,6 %), объёмы розничной торговли — 26,1 млрд сумов (рост — 110,3 %), сервисных услуг населению — 4,9 млрд сумов (рост — 117,1 %). Экспортный потенциал города — 0,9 млн долларов США (рост по отношению к прошлому году составил 169,4 %), а импорт — 0,8 млн долларов (рост — 94,1 %).
Для развития малого бизнеса в течение 2009 года всего выделено 2077,9 млн сумов кредитных средств (в том числе 457,4 млн сумов в краткосрочных и 1620,5 млн сумов в долгосрочных).
Средняя заработная плата в 2009 году составила 474 100 сумов. Обеспечение природным газом — 98,8 % населения территории (по состоянию на 1 января 2010 года), питьевой водой — 74,7 %.
На 1 января 2009 года были проложены и сданы в эксплуатацию 4,5 км линий питьевой воды (3,2 км — газопроводной).
Территориальная программа по созданию новых рабочих мест реализована:
- в 2004 году — на 141,2 %;
- в 2005 году — на 101,4 %;
- в 2006 году — на 108,1 %;
- в 2007 году — на 100,2 %;
- в 2008 году — на 103,4 %;
- в 2009 году — на 100,2 %.

Обеспечение жильём в районе составило:
- в 2007 году — 12 400 км²,
- в 2009 году — 14 600 км².

Перевозка грузов составила:
- в 2004 году — 610 400 тонн,
- в 2005 году — 652 000 тонн,
- в 2006 году — 1 165 800 тонн,
- в 2007 году — 1 467 700 тонн,
- в 2008 году — 876 200 тонн,
- в 2009 году — 684 600 тонн.

Перевозка пассажиров составила:
- в 2004 году — 13 554 200 человек,
- в 2007 году — 6 774 400 человек,
- в 2008 году — 7 387 500 человек,
- в 2009 году — 8 074 400 человек.

## Образование
Из 12 действующих общеобразовательных школ города все считаются современными. Также функционируют учреждения среднеспециального образования
1. Лицей-интернат,
2. Педагогический колледж,
3. Медицинский колледж,
4. Футбольная школа-интернат.

Высшее образование
- Янгиерский филиал Ташкентского химико-технологического института.
- Янгиерский филиал Гулистанского государственного университета.

## Спорт
В городе имеются:
- Детско-юношеская спортивная школа,
- Стадион «Янгиер» (бывший «Целинник»),
- 7 искусственных футбольных полей,
- 4 бассейна (летний и зимний).
- Янгиер (футбольный клуб)

## Руководство

### Хоким
- Носиров Отабек Уралович

### Заместители хокима
- Нурматов Исомиддин Нуриддинович,
- Салиев Махсум Мукмбаевич
- Мирзаев Шавкат Бахтиёрович,
- Эгамбердиев Жасур,
- Бекназарова Барно Умаркуловна.
- Ярашев Алан Ильхомович

## Достопримечательности
- Музей «Освоение Голодной степи».

## Известные люди
- Тян Сергей Нактюнович (род. 04 октября 1940) - Главный Архитектор города Янгиер с 1972 - 2012, один из главных кураторов Урбанистов по реализации проектов застройки генплана города Янгиер, автор герба города Янгиер. Окончил Харьковский сельско-хозяйственный институт 1966 году. Окончил Московский архитектурный институт 1976 году. Имеет награды Ветеран труда СССР 1986 год, так же награда за Добестный труд 2023 год.
- Анастасия Евгеньевна Ермакова (род. 25 июня 2000) — казахстанская легкоатлетка, специализирующаяся на прыжках с шестом. Чемпионка Азии в помещении 2018 года, чемпионка Казахстана 2017 года и в помещении 2018 года.
- Геннадий Петрович Коркин (род. 23 августа 1963) — советский и российский футболист, нападающий.
- Олег Вячеславович Нам (род. 26 июля 1973) — украинский тхэквондист (5-й дан) корейского происхождения, заслуженный тренер Украины.